# Papilio mechowi
Papilio mechowi là một loài bướm thuộc họ Papilionidae. Nó được tìm thấy ở Africa.

## Phụ loài
- Papilio mechowi mechowi (Cameroon, Congo, Central African Republic, southern Sudan, Uganda, Congo Republic, Angola)
- Papilio mechowi whitnalli Neave, 1904 (central and eastern Uganda)